# Auditing Standards Board
Auditing Standards Board, ASB, är ett amerikanskt organ grundat av AICPA för teknisk hjälp och support för revisionsbranschen.